# Естре Коши
Естре Коши (фр. Estrée-Cauchy) насеље је и општина у североисточној Француској у региону Север-Па д Кале, у департману Па де Кале која припада префектури Béthune.
По подацима из 2011. године у општини је живело 369 становника, а густина насељености је износила 94,86 становника/km². Општина се простире на површини од 3,89 km². Налази се на средњој надморској висини од 159 метара (максималној 171 m, а минималној 118 m).

## Демографија
| 1962. | 1968. | 1975. | 1982. | 1990. | 1999. | 2011. |
| ----- | ----- | ----- | ----- | ----- | ----- | ----- |
| 206   | 276   | 288   | 309   | 320   | 321   | 369   |

График промене броја становника у току последњих година